# Maison de la famille Najdanović
La maison de la famille Najdanović (en serbe cyrillique : Кућа породице Најдановић ; en serbe latin : Kuća porodice Najdanović) est située à Belgrade, la capitale de la Serbie, dans la municipalité urbaine de Savski venac. Construite avant 1830, elle est inscrite sur la liste des biens culturels de la Ville de Belgrade.

## Présentation
La maison, probablement construite avant 1830, est l'une des rares maisons anciennes préservée sur le bord de la Save, dans le quartier de Savamala ; de ce fait, elle constitue un exemple de l'architecture de la capitale serbe au début du XIXe siècle et de la tradition architecturale des Balkans (style balkanique). Le bâtiment est constitué d'une structure en bois remplie de briques ; les façades sont simples, avec un oriel sur la façade dominant la rue principale. L'étage supérieur était résidentiel, tandis que le rez-de-chaussée abritait une taverne.
La maison est connue pour avoir abrité l'écrivain Petar Kočić, qui y a rédigé ses premières œuvres littéraires. La famille Najdanović s'installa dans la maison en 1893.